# A19 (motorväg, Belgien)

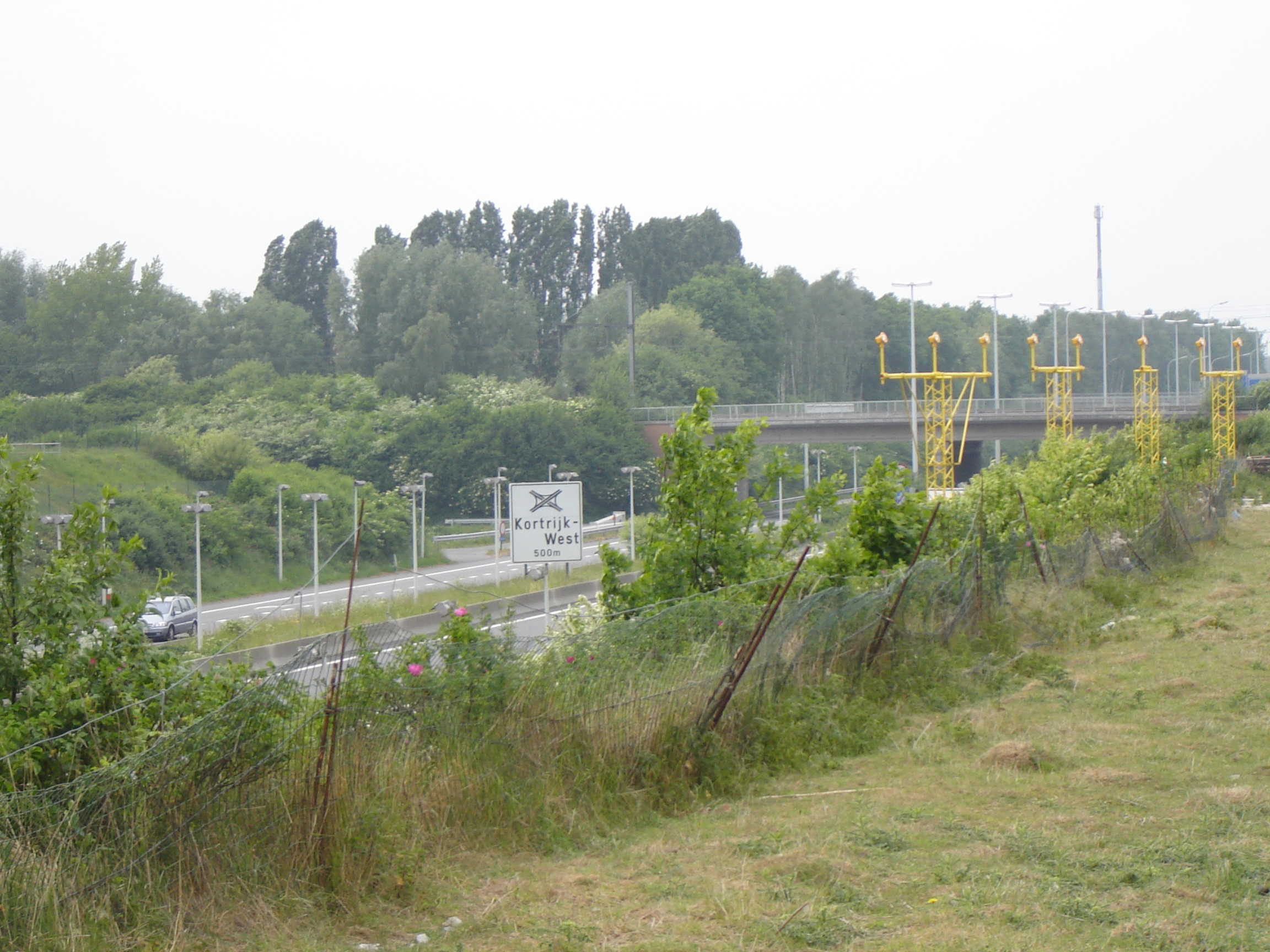
A19 vid Kortrijk.

A19 är en motorväg i Belgien som går mellan Kortrijk och Ieper.